# الدوري الأمريكي لكرة السلة للمحترفين 1968–69
الدوري الأمريكي لكرة السلة للمحترفين 1968–69 (بالإنجليزية: 1968–69 NBA season)‏ هو موسم من إن بي أي. أقيم خلال الفترة 15 أكتوبر 1968 وحتى 5 مايو 1969، وأشرف على تنظيمه إن بي أي، وفاز فيه بوسطن سيلتكس.